# Gasometerexplosion in Neunkirchen (Saar)
Bei der Gasometerexplosion in Neunkirchen (Saar) am 10. Februar 1933 explodierte kurz nach 18 Uhr der 72 Meter hohe Gasometer des Neunkircher Eisenwerks. Das Unglück forderte 68 Tote und etwa 190 Verletzte und verwüstete große Teile des Hüttenareals sowie 65 Wohnhäuser in der unmittelbaren Umgebung völlig. Weitere Schäden entstanden in der gesamten Innenstadt. Die Schuldfrage ließ sich letztlich nicht zweifelsfrei klären. Die Explosion fand international Beachtung und führte zu einem hohen Hilfe- und Spendenaufkommen. Das Gräberfeld auf dem Hauptfriedhof Scheib, in dem die Toten der Explosion bestattet wurden, war zu jener Zeit ein Novum. Es erstreckte sich über den katholischen und den evangelischen Teil des Friedhofs, so dass die Opfer nach der Sitte der Zeit konfessionell getrennt und doch gemeinsam bestattet werden konnten.

## Gasometer

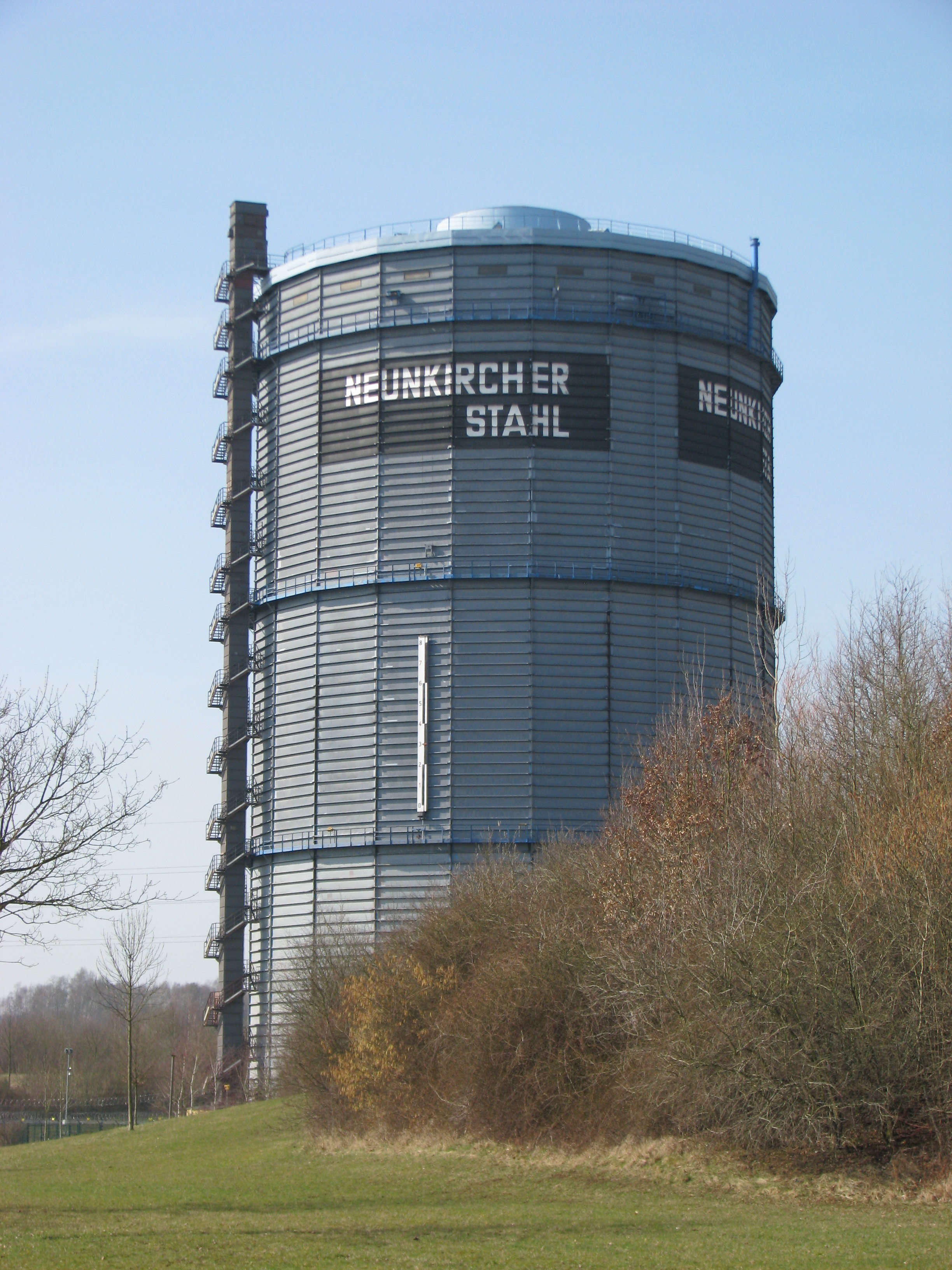
Typgleicher Gasometer in Neunkirchen (bis 2020)

Der Scheibengasbehälter der Firma MAN zum Speichern von Kokereigas wurde am 23. September 1930 genehmigt und 1931 errichtet, um einen alten, kleineren Gasometer zu ersetzen, der im August 1930 abgerissen worden war. Der neue Gasometer war polygonal und hatte eine Höhe von 70,5 Metern mit vier begehbaren Etagen. Sein Durchmesser betrug 49 Meter. Er fasste 120.000 Kubikmeter Gas zur Versorgung der Region. Zur Zeit der Explosion war er zu 13 %, also etwa 15.000 Kubikmeter oder etwa 8 Meter hoch, befüllt. Der Bautyp galt durch eine spezielle Sicherheitsscheibe, die ihre Höhe mit dem Gasdruck änderte, als besonders sicher und war weltweit mit über 250 Einheiten im Einsatz. Vor der Gasometerkatastrophe in Neunkirchen hatte sich nur eine Explosion am 26. Februar 1926 in Posen (Polen) ereignet, bei der 43 Personen leicht verletzt worden waren. Ein weiterer Behälter in Danzig musste im Winter 1928/1929 auf Grund technischer Probleme abgeschaltet werden.

## Explosion
Am Freitag, dem 10. Februar 1933, waren Reinigungs- und Ausbesserungsarbeiten am Gasometer des Neunkircher Eisenwerks in Niederneunkirchen an der damaligen Saarbrücker Straße (die heutige Bildstocker Straße) bereits seit etwa zwei Wochen im Gange. Die eigentlichen Schweißarbeiten waren an diesem Tag bereits beendet. Zur Zeit der Explosion waren Arbeiter damit beschäftigt, zwei Flansche anzupassen, die auf Grund einer geringen Höhendifferenz nicht zusammenpassten. Die damit verbundenen Arbeiten mit einem Schneidbrenner lösten die Explosion aus.
Kurz nach 18 Uhr explodierte der 72 Meter hohe Gasometer. Zunächst war ein dumpfer Knall einer Vorexplosion zu hören. Danach war eine 5 Meter breite und 30 bis 50 Meter hohe Stichflamme zu sehen, die am Gasometer emporloderte und die 4,5 Millimeter dicke Außenwand zum Glühen brachte. Nach fünf Minuten explodierte der Gasometer und verursachte dabei eine erdbebenartige Erschütterung und ein ohrenbetäubendes Explosionsgeräusch, das in einem Umkreis von bis zu 200 Kilometern zu hören war. Die Explosion erzeugte eine Wucht, die mehrere hundert Meter weit schwerste Verwüstungen anrichtete und ein riesiges Trümmerfeld erzeugte. Auf dem Werksgelände der Hütte brannte die Kokerei, und die in der Nähe befindliche Benzolanlage war gefährdet. Direkt nach der Explosion setzte eine panikartige Flucht der Bevölkerung ein, die aus der Innenstadt in die Außenbezirke, zum Teil auch in die Wälder floh, da weitere Explosionen befürchtet wurden. Am späten Abend meldeten die Behörden, es bestünde keine Gefahr mehr.

## Rettungsarbeiten
Direkt nach dem Unglück gaben die Sirenen des Hüttenwerks Sanitäts- und Feuerwehralarm. Eine Sanitätskolonne des Roten Kreuzes hatte an diesem Tag einen Schulungsabend in der Nähe des Unglücks und war so bereits acht Minuten später mit 50 Mann am Unglücksort. Die Werkfeuerwehr war mit 58 Mann vertreten, während die Städtische Feuerwehr Neunkirchen mit 150 Mann im Einsatz war. Es begann die Rettung der Verletzten und Schwerverletzten, die zunächst vor Ort provisorisch versorgt wurden und anschließend in die Krankenhäuser der näheren Umgebung gebracht wurden. Aufnehmende Krankenhäuser befanden sich in Neunkirchen, Ottweiler, Sulzbach und Fischbach-Camphausen. Im Laufe des Abends rückten Sanitätskolonnen aus den benachbarten Orten an. Da die telefonische Verbindung unterbrochen war, machten sich die Kolonnen, alarmiert von dem Explosionsknall, selbstständig auf den Weg. Die im letzten Abendlicht über Niederneunkirchen sichtbare Rauchsäule wies den Rettungskräften die Richtung. Bereits eine Stunde nach der Explosion waren rund 200 Sanitäter im Einsatz, um 21 Uhr waren es mehr als 600. Die Koordination übernahm dabei der Kolonnenführer aus Neunkirchen.
Der Feuerwehr gelang es, die brennenden Benzolbehälter durch Berieselung mit Wasser so weit abzukühlen, dass weitere Explosionen verhindert werden konnten. Jedoch waren einige Unglücksstellen noch nicht betretbar. In den ersten Tagen nach der Explosion waren Feuerwehren aus dem gesamten Saargebiet im Einsatz, denen auf Grund der Größe des betroffenen Gebietes Polizeibefugnisse erteilt wurden. In der Unglücksnacht wurden 50 Tote geborgen und 100 Schwerverletzte gerettet. Bis zum Abend des nächsten Tages wurden alle Verletzten gerettet.
In den nachfolgenden Tagen wurden Notunterkünfte eingerichtet und die Verletzten in den umliegenden Krankenhäusern versorgt. Eine große Anzahl unbeteiligter Personen, Verwandte, aber auch sogenannte „Katastrophentouristen“, kamen nach Neunkirchen. Ihre Zahl an dem auf das Unglück folgenden Sonntag wird in der Presse mit über 100.000 angegeben, die als Zuschauer zum Teil die Aufräumarbeiten behinderten.

## Schadensbilanz
Die Gasometerexplosion verwüstete weite Teile Niederneunkirchens, insgesamt 65 Häuser wurden komplett zerstört. 167 Familien mit 700 Personen wurden obdachlos. Am stärksten betroffen waren die Wohnhäuser in der Saarbrücker Straße; sie wurden vollständig zerstört. Weitere schwere Schäden entstanden in der Schlawerie, der Oberschmelz, in Sinnerthal und in der Innenstadt von Neunkirchen. Im besetzten Saal des Corona-Kinos und im Kaufhaus Levy stürzten Teile der Decke ein und verletzten mehrere Besucher. Im gesamten Innenstadtbereich gingen die Fensterscheiben zu Bruch. Die Stromleitungen an der Saarbrücker Straße waren auf 500 Meter zerstört. Die Oberleitung der Neunkircher Straßenbahn war an sieben Stellen zerstört, zwei Triebwagen der Straßenbahn wurden ebenfalls beschädigt. Auch der Bahnbetrieb kam zum Erliegen, da Teile der Bahnstrecke mit Trümmern bedeckt waren, zudem wurde am Neunkircher Hauptbahnhof die Bahnhofsvorhalle beschädigt.
Die Sachschäden beliefen sich nach Schätzungen auf 80 Millionen Franken. Die Zahl der Toten wurde am 18. Februar 1933 mit 62, die der Verletzten mit 191 angegeben, darunter 88 Schwerverletzte, die Broschüre „Schreckenstage der Stadt Neunkirchen“ (1933) nennt 65 Tote und 160 Verletzte namentlich. Heute geht man von 68 Toten aus.

## Trauerfeier

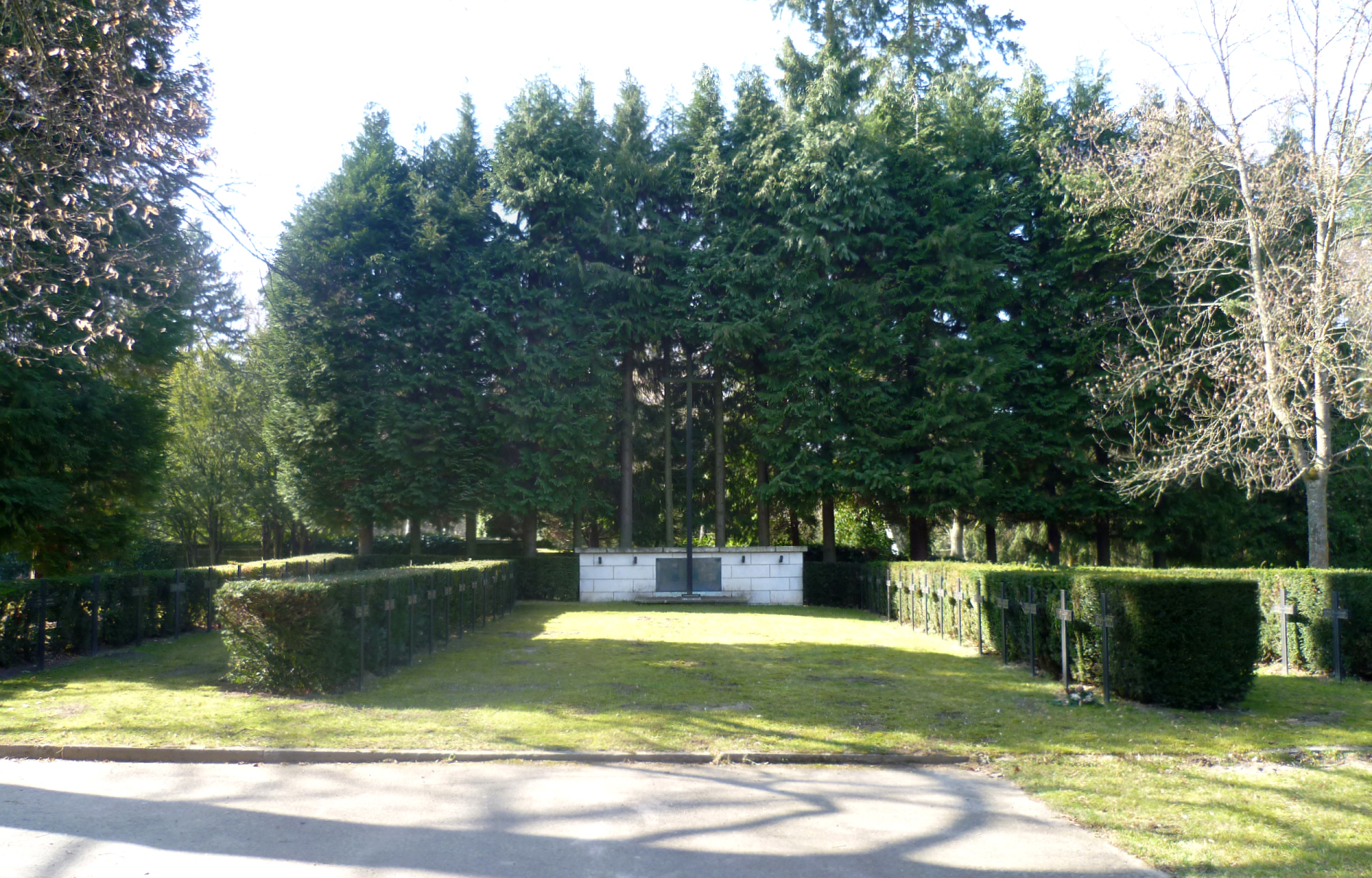
Gräberfeld auf dem Hauptfriedhof Scheib

Die kirchliche Trauerfeier fand am 14. Februar 1933 in der katholischen Herz-Jesu-Kirche in Neunkirchen statt. Die Trauerrede wurde von Definitor Eisvogel gehalten.
Anschließend wurde die Trauerfeier auf dem Unteren Markt fortgesetzt. Als Ehrengäste nahmen auf der Treppe des Karl-Ferdinand-Hauses Platz: Franz von Papen, der Vizekanzler des Deutschen Reiches und Reichskommissar von Preußen, als Vertreter von Reichspräsident Paul von Hindenburg und der Reichsregierung, weiter Reichsarbeitsminister Franz Seldte, Freiherr von Maaß in Vertretung des Ministers Alfred Hugenberg sowie Botschafter Carl von Schubert. Aus dem Saargebiet waren Bürgermeister Georg Blank, die Minister der Regierungskommission, Gräfin von Sierstorpff und andere Vertreter der Familie Stumm sowie Vertreter des Eisenwerks und der anderen Saarwerke anwesend. Aus Frankreich waren Politiker der Regierung, darunter Arbeitsminister Joseph Paganon als Vertreter von Staatspräsident Albert Lebrun, Vertreter der französischen Montanindustrie sowie der französischen Zollbeamten des Saargebiets und eine Delegation aus Straßburg mit Bürgermeister Charles Hueber angereist. Weitere Delegationen reisten aus Luxemburg und Belgien an. Als Vertreter des ehemaligen deutschen Kaisers fungierte Graf Kageneck.
Nach Traueransprachen der Theologen Ernst Stoltenhoff als Vertreter der Protestanten und Weihbischof Antonius Mönch als Vertreter der Katholiken setzte sich ein Trauerzug in Richtung Hauptfriedhof Scheib in Bewegung. Am Hauptfriedhof wurden die bisher geborgenen 56 Toten in einem gemeinsamen Sammelgrab bestattet, das sich teils auf den evangelischen und teils auf den katholischen Friedhofsteil erstreckte. Die dazwischenliegende Mauer wurde eingerissen. Die Grabstätte besteht noch heute und wird von der Stadtverwaltung gepflegt und instand gehalten.
Die nach dem 14. Februar verstorbenen Schwerverletzten wurden ebenfalls an dieser Stelle bestattet.

## Ursachen und Schuldfrage
Unmittelbar nach der Katastrophe wurde von der Deutschen Gasgesellschaft ein Gutachten in Auftrag gegeben, nachdem Staatsanwaltschaft und Gewerberat mit ihren Ermittlungen begonnen hatten. Die Ermittlungen wurden in der Folge eingestellt, da keine Verstöße gegen die Sicherheitsbestimmungen und kein Fehlverhalten der Arbeiter festgestellt werden konnten. Auch regelmäßige Kontrollen waren durchgeführt worden.
Das Unglück wurde auf einen technischen Fehler zurückgeführt. Bei Reparaturarbeiten an dem gasleeren Umgehungsrohr, das regelgerecht durch einen geschlossenen Schieber vom Gaszulauf und durch eine Blindscheibe vom Gasablauf getrennt war, war offenbar unbemerkt Gas durch eine undichte Stelle im Schieber oder an der Blindscheibe in das Umgehungsrohr gelangt. Funken der Schweißarbeiten oder eines Hammerschlags könnten dann das Unglück ausgelöst haben. Die erste kleinere Explosion könnte ein Loch in den Gasometer gerissen haben, „so dass ausströmendes Gas die eigentliche schwere Explosion des Gasbehälters auslöste“. Diese erste Begründung wurde unter Fachleuten kontrovers diskutiert.
Eine weitere Version geht davon aus, dass die Blindscheibe bei der Vorexplosion in das dahinterliegende Rohr getrieben wurde. Sie habe dann den Eckkrümmer aufgerissen und zerschlagen. Von dort sei die Flamme genährt worden. Einige Versionen gingen auch von einer Ölgasexplosion aus, die jedoch vermutlich nicht möglich war. Eine weitere Version sah die Ursache in einer Fehlfunktion der Scheibe, die durch die erste Explosion in ihrer Funktionalität beeinträchtigt wurde. Diese sei entweder nach unten gesunken oder hätte Löcher bekommen, durch die sich das Gas-Luft-Gemisch gebildet hätte. Eine allseits anerkannte abschließende Erklärung der Explosionsursache gab es jedoch nicht. Die Firma MAN arbeitete das Unglück ihrerseits bei einer Betriebsversammlung am 2. Mai 1933 auf. In der Folge wurden neue Richtlinien erarbeitet, die 1935 in Kraft traten und bis 1956 gültig waren.

## Öffentliche Wahrnehmung

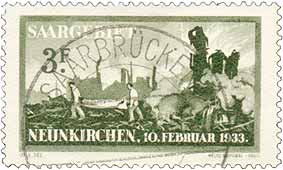
Briefmarke aus dem Saargebiet. Erstausgabe: 1. Juni 1933

Die große öffentliche Anteilnahme zeigte sich auch im Spendenaufkommen. So stellte Reichspräsident Hindenburg 100.000 Reichsmark zur Verfügung. Weiterhin folgten zahlreiche Privatspenden, und Benefizveranstaltungen wurden im gesamten Deutschen Reich durchgeführt, unter anderem in der Berliner Philharmonie und im Berliner Gloria-Palast. Zwei Jahre vor der „Saarabstimmung“ war das hohe Spendenaufkommen aus dem Reich auch als „politische Geste zu werten.“
Die Postverwaltung des Saargebietes gab drei Sondermarken heraus, die ein Bild der Unglücksstelle zeigen und sich in der farblichen Gestaltung unterscheiden. Es sind die einzigen Briefmarken mit einem Bezug zu Neunkirchen, die bisher erschienen sind. Saar-Minister Bartholomäus Koßmann ließ ein Hilfswerk einrichten, das sich um die obdachlos gewordenen Bürger kümmern sollte. Auf Initiative der Gräfin Sierstorpff wurde eine neue Siedlung errichtet, die sogenannte „Explosionssiedlung“ oder „rote Siedlung“, die sich am heutigen Storchenplatz befindet.
Anteil an der Katastrophe nahmen aber nicht nur Personen aus dem Saargebiet, dem Deutschen Reich und Frankreich. Papst Pius XI. spendete 5000 Mark und ließ sein Beileid über Franz Rudolf Bornewasser, den Bischof von Trier, ausdrücken.

## Literarische Verarbeitung

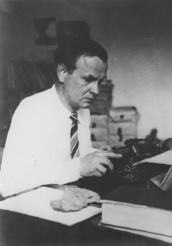
Gustav Regler verwendete die Gasometerexplosion als Exposition seines Romans Im Kreuzfeuer.

Aufgearbeitet wurde die Explosion von drei einheimischen Künstlern. Gustav Regler beschrieb die Explosion in seinem antifaschistischen Propagandaroman Im Kreuzfeuer, der in der Zeit vor der Saarabstimmung spielt. Der Komintern-Mann Willi Münzenberg schickte den Schriftsteller „nach der Saar, um Material für ein Buch zu sammeln, das er in den Wahlkampf von 1935 werfen könnte“. Heraus kam ein „Saar-Roman“, der auch auf das Unglück eingeht:
„Woher ist denn das Geld? Hat der Wolff dadrüben ihm keins gegeben? Dasselbe Geld, das er an den Arbeitern gespart hat. Werner lachte böse. Wenn er seinen Gasometer an den Wald gesetzt hätte, statt mitten unter die Arbeiterhäuser? Ganz recht, dann hätte er dem Adolf vielleicht weniger spendieren können.“
Regler distanzierte sich später von dem Roman mit dem Ratschlag, „niemals Kunst mit Parteipropaganda zu vermanschen“.
Otto Lück, ein Rektor aus Neunkirchen, widmete der Explosion ein Schauspiel in vier Akten mit dem Titel Gasometer, das im Februar 1934 von einem Schauspielensemble der Katholischen Volksschulgemeinschaft uraufgeführt wurde. Ob das Schauspiel weitere Aufführungen hatte, ist unbekannt.
Fritz Kühner, ein Dichter und Verleger aus Saarbrücken, schrieb das Gedicht Den Opfern der Arbeit, das stark vom Expressionismus geprägt war und in sechs Strophen „die Ohnmacht des Menschen angesichts der technischen Dimension und der daraus erwachsenden Katastrophen darstellt“. Obwohl weder Neunkirchen noch der Gasometer erwähnt werden, nimmt das Gedicht deutlich Bezug auf die Ereignisse von 1933. Das Gedicht erschien 1934 in Kühners Buch Saarbricker Herzdriggerde. Lieder und Gedichte zum Saarkampf.